# This, Ardennes
 This  là một xã ở tỉnh Ardennes, thuộc vùng Grand Est ở phía bắc nước Pháp.